# Sisu Arena
Sisu Arena (w latach 2014–2022 Artego Arena) – hala sportowa w Bydgoszczy otwarta 19 września 2014 roku. Sponsorem tytularnym hali jest spółka CMT Polska, która jest właścicielem marki Sisu. Umowa pomiędzy miastem a sponsorem została zawarta w 2022 na trzy lata.

## Lokalizacja
Hala położona jest w parku Centralnym w sąsiedztwie hali sportowo-widowiskowej Łuczniczka. Komunikacja między halami odbywa się przez przejście podziemne.

## Charakterystyka
Na płycie głównej boiska, które ma wymiary 44,5 x 24,1 m mogą odbywać się mecze koszykówki, siatkówki i piłki ręcznej. Widownia liczy 1,5 tys. miejsc.

## Historia
Halę wzniesiono w 2014 roku przed Mistrzostwami Świata w Piłce Siatkowej Mężczyzn 2014, których mecze odbywały się m.in. w sąsiedniej Hali Łuczniczka, a Artego Arena pełniła wówczas rolę hali rozgrzewkowej. Całkowita wartość inwestycji wyniosła ponad 24 mln zł, z czego 8 mln pozyskano ze środków Funduszu Rozwoju Kultury Fizycznej w ramach programu Inwestycji o Szczególnym Znaczeniu dla Sportu. W dniach 21-26 listopada 2017 w hali Artego Arena odbyły się pierwsze w historii Mistrzostwa Świata w Zapasach U23. Uczestniczyło w nich 850 zawodników i zawodniczek z 54 państw. Reprezentacja Polski liczyła 24 zawodników. Na co dzień z hali korzystają bydgoskie drużyny koszykarskie - Artego Bydgoszcz i Astoria Bydgoszcz. Hala wynajmowana jest również do organizacji targów gospodarczych, wystaw, koncertów i pokazów. 

### Imprezy międzynarodowe
- I Mistrzostwa Świata w Zapasach U23 - 21-26 listopada 2017
- Mecze reprezentacji Polski w koszykówce kobiet[6]: 
  -  Polska -  Turcja (kwalifikacje do Mistrzostw Europy 2019) - 17 listopada 2018
  -  Polska -  Estonia (kwalifikacje do Mistrzostw Europy 2019) - 21 listopada 2018

## Galeria

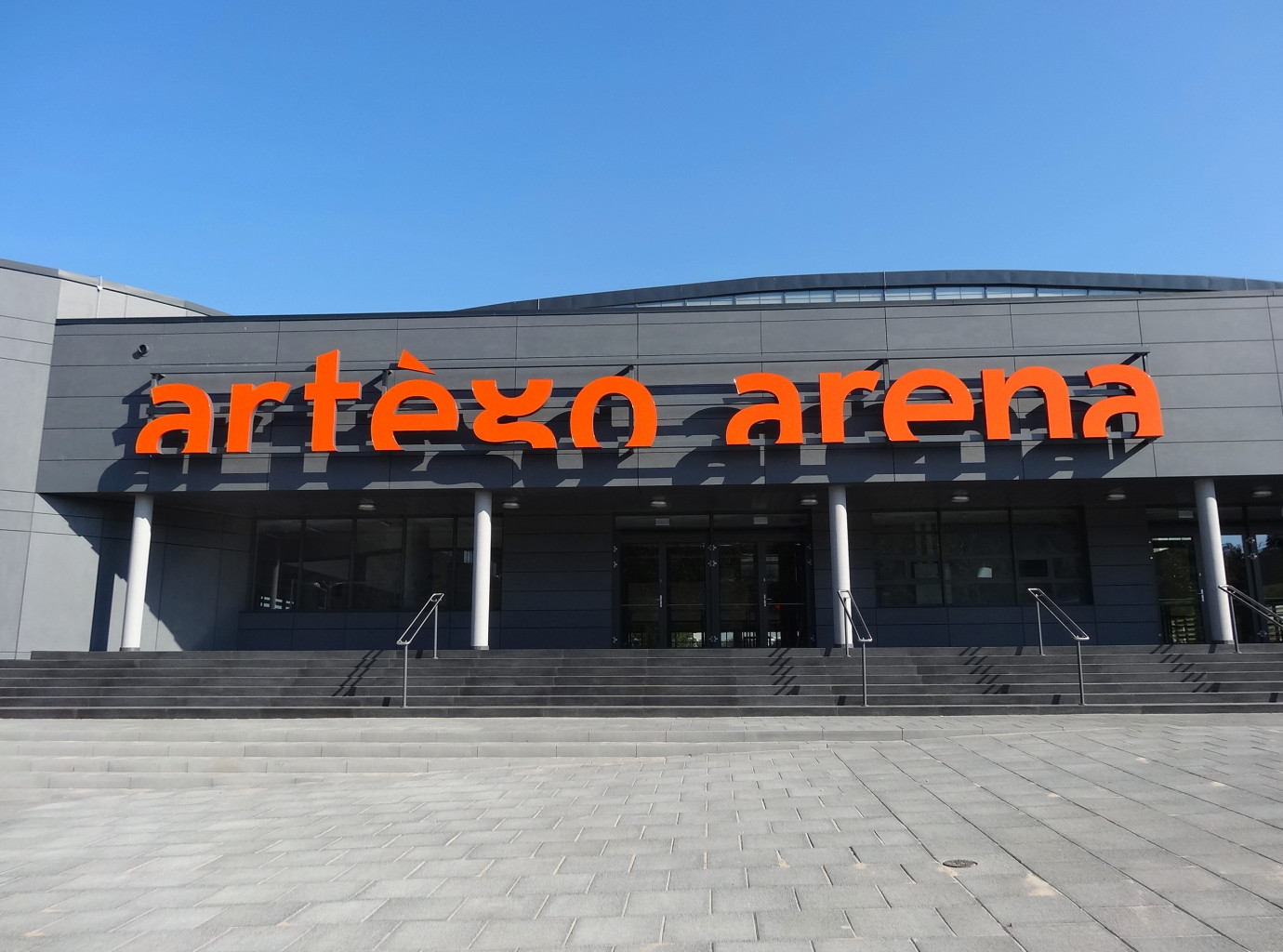
Szyld
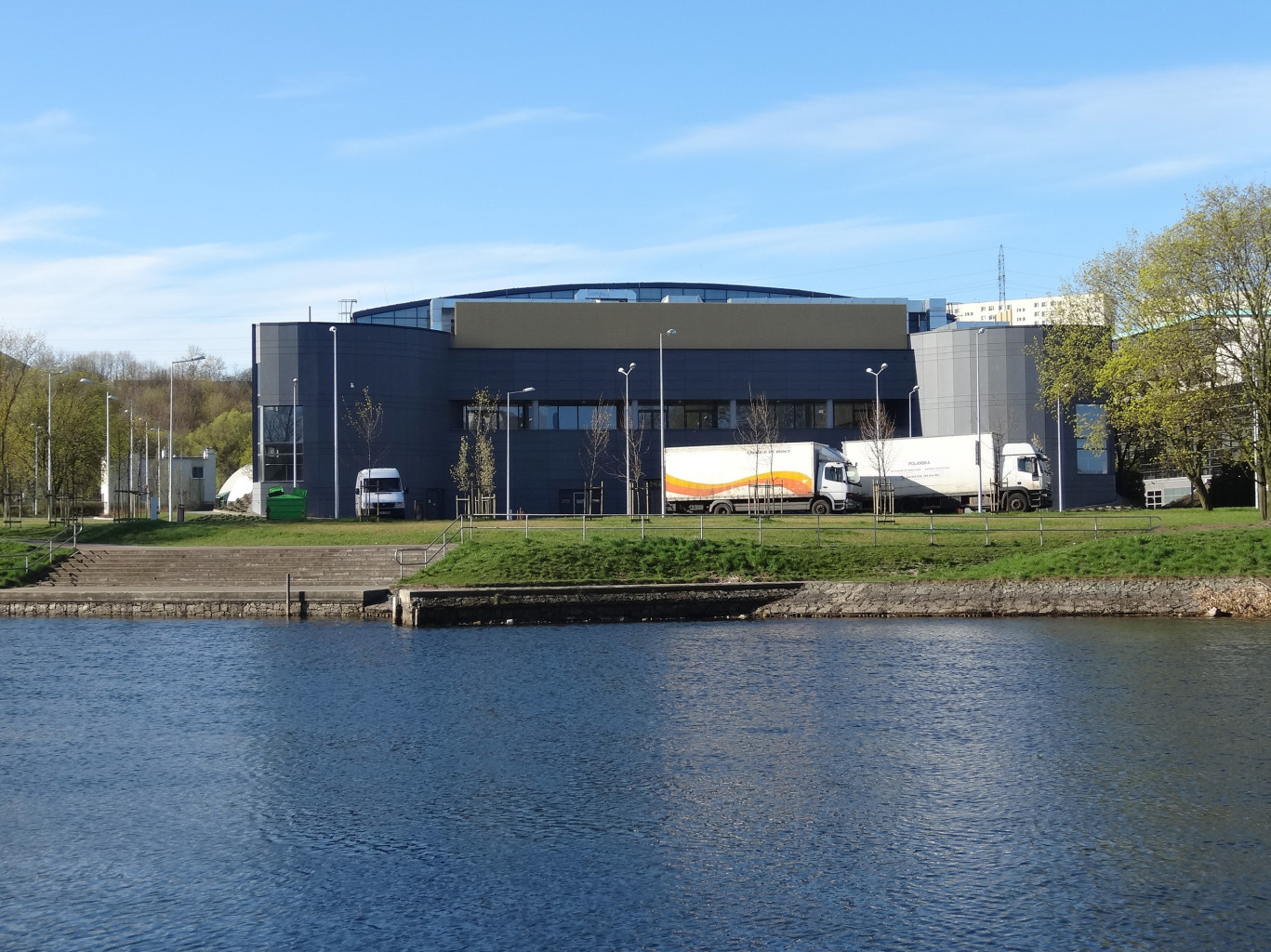
Od Brdy
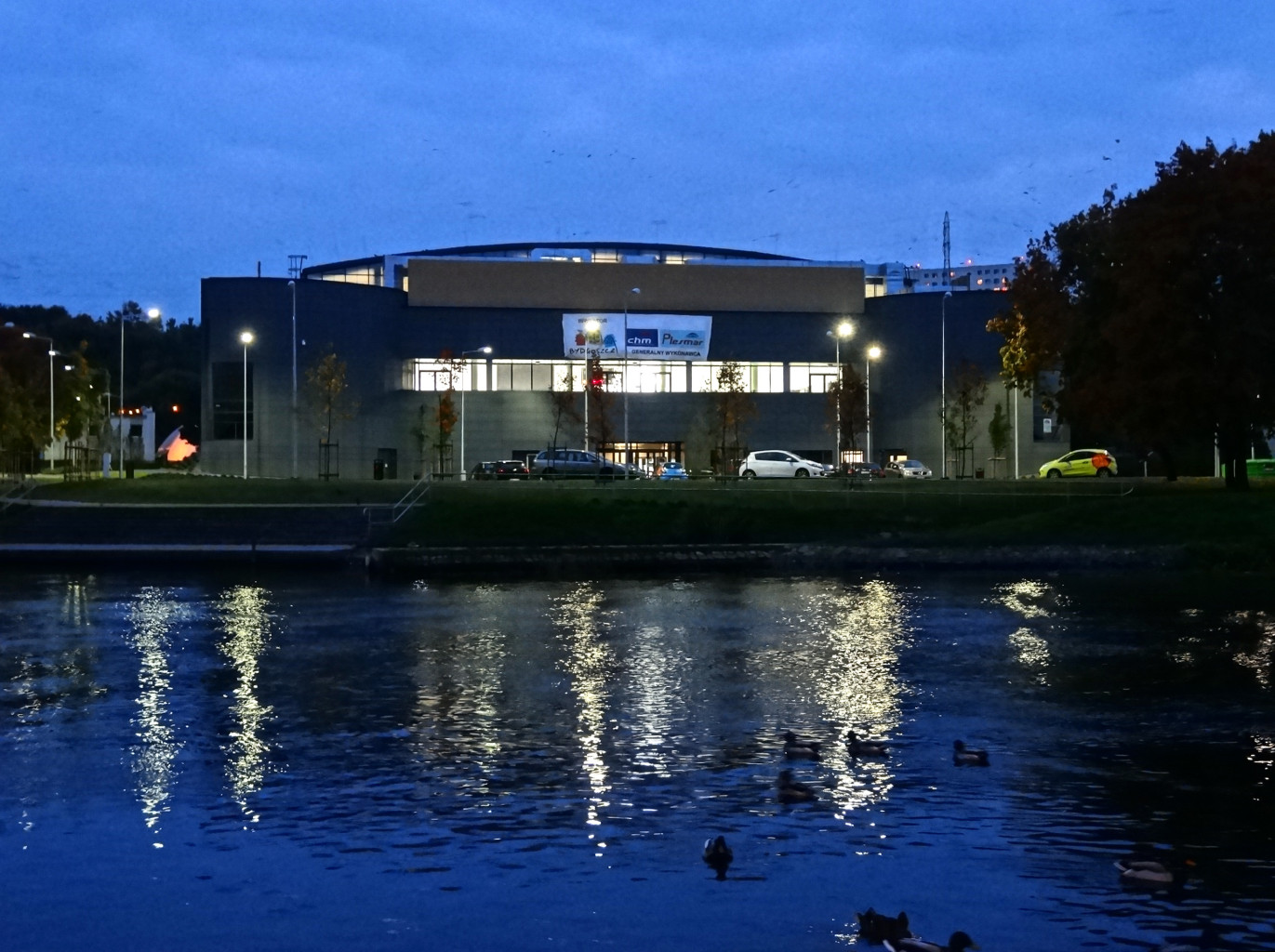
O zmierzchu
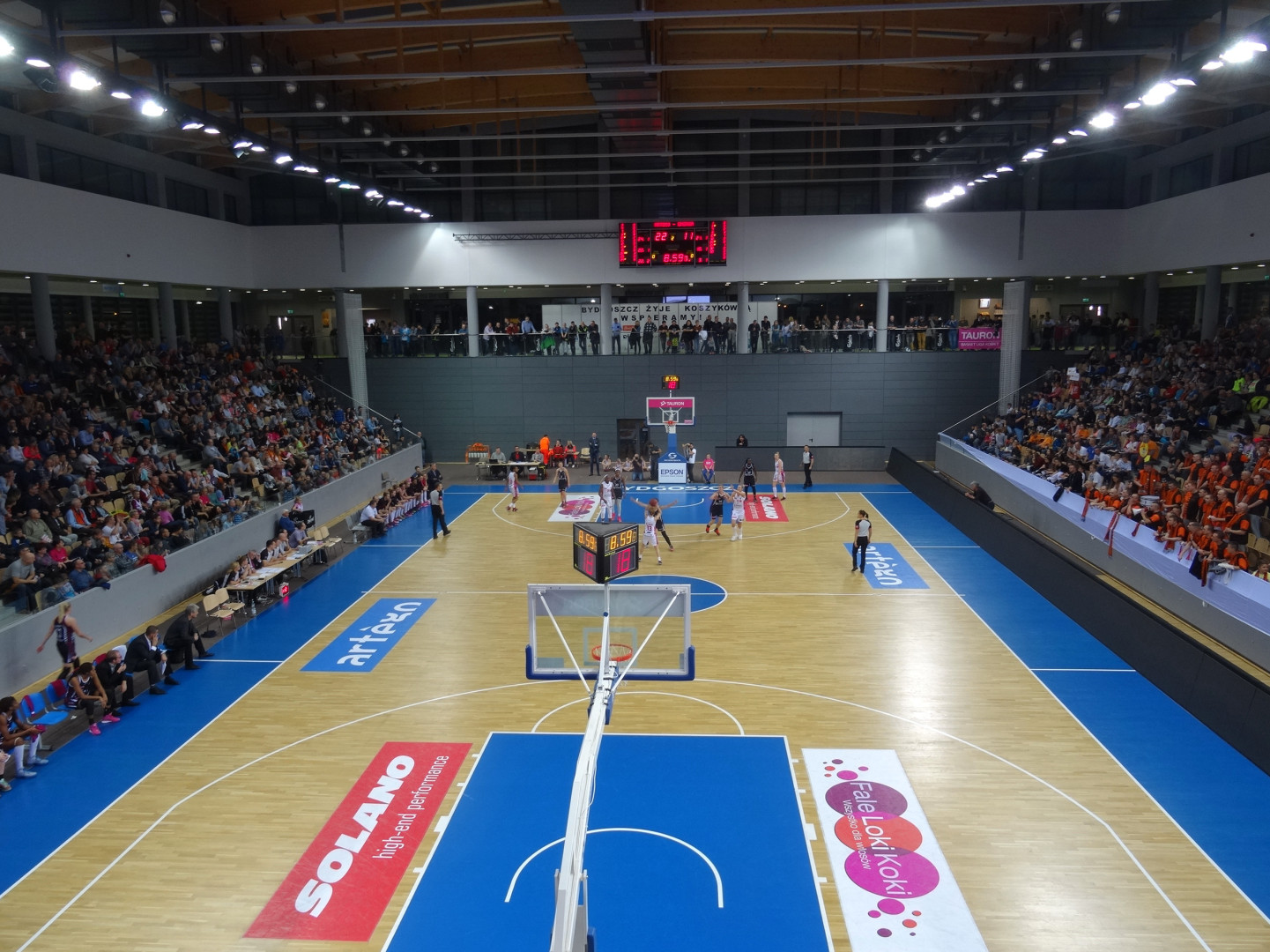
Wnętrze
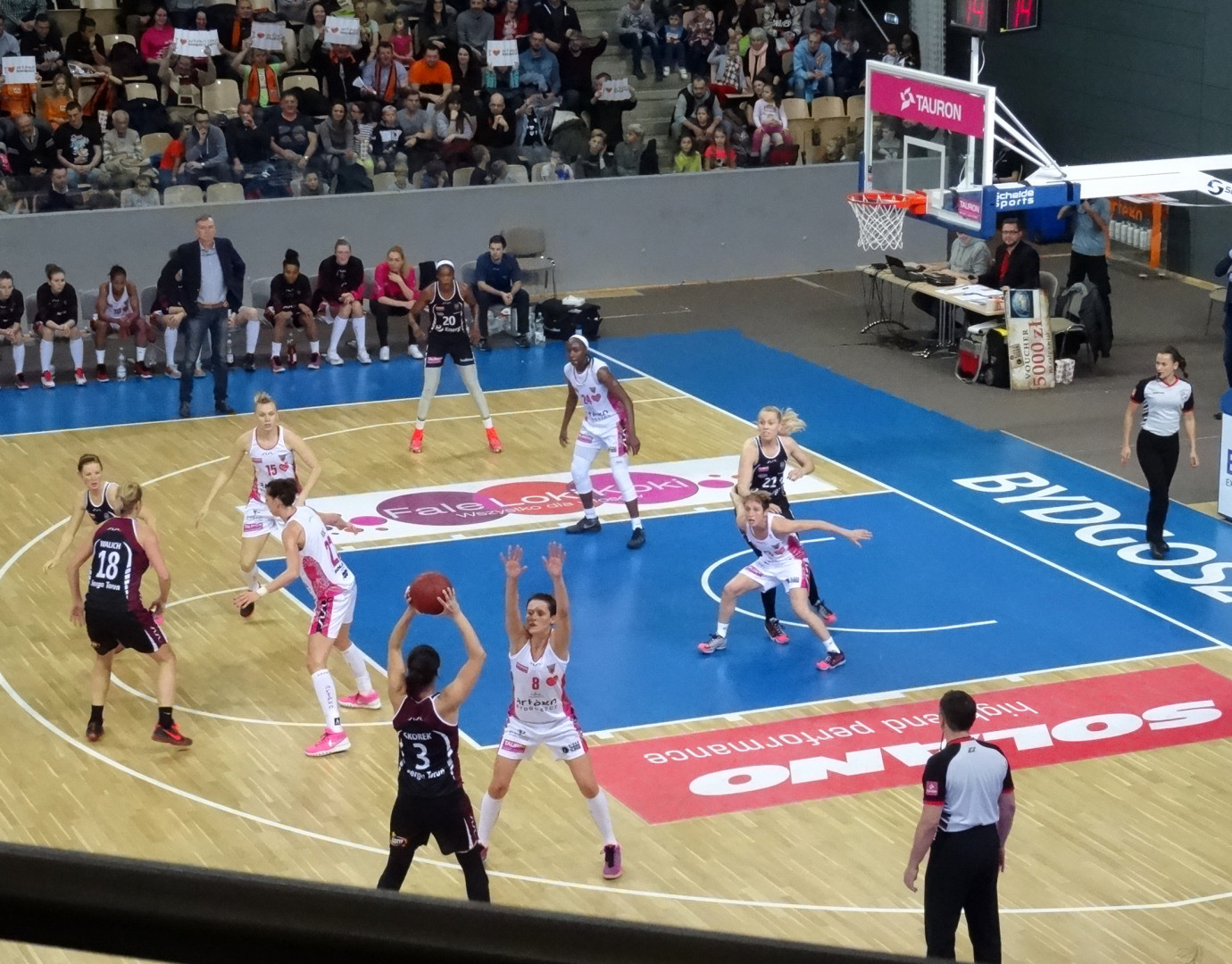
Mecz koszykarek Artego Bydgoszcz
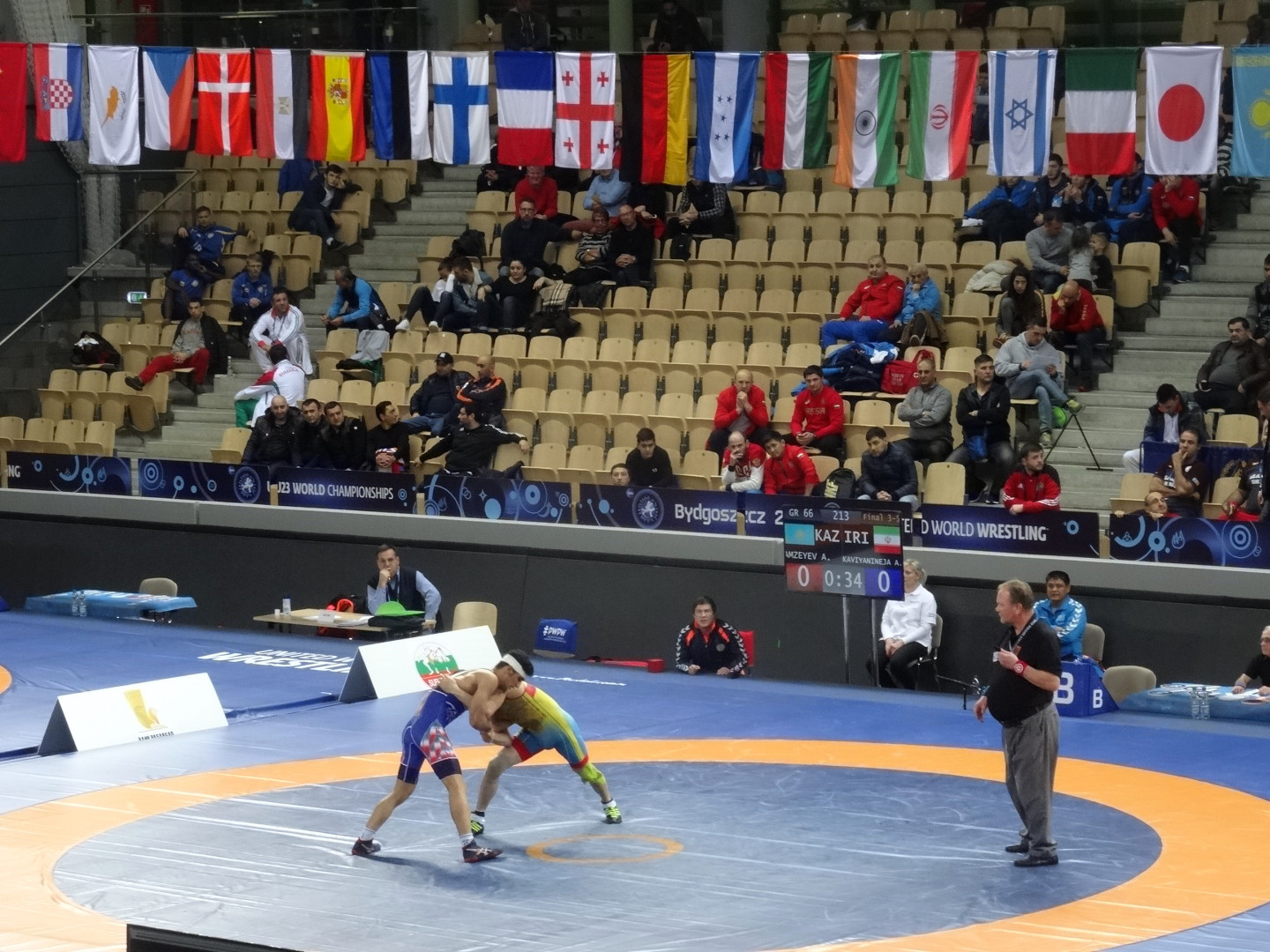
Mistrzostwa Świata w Zapasach U23
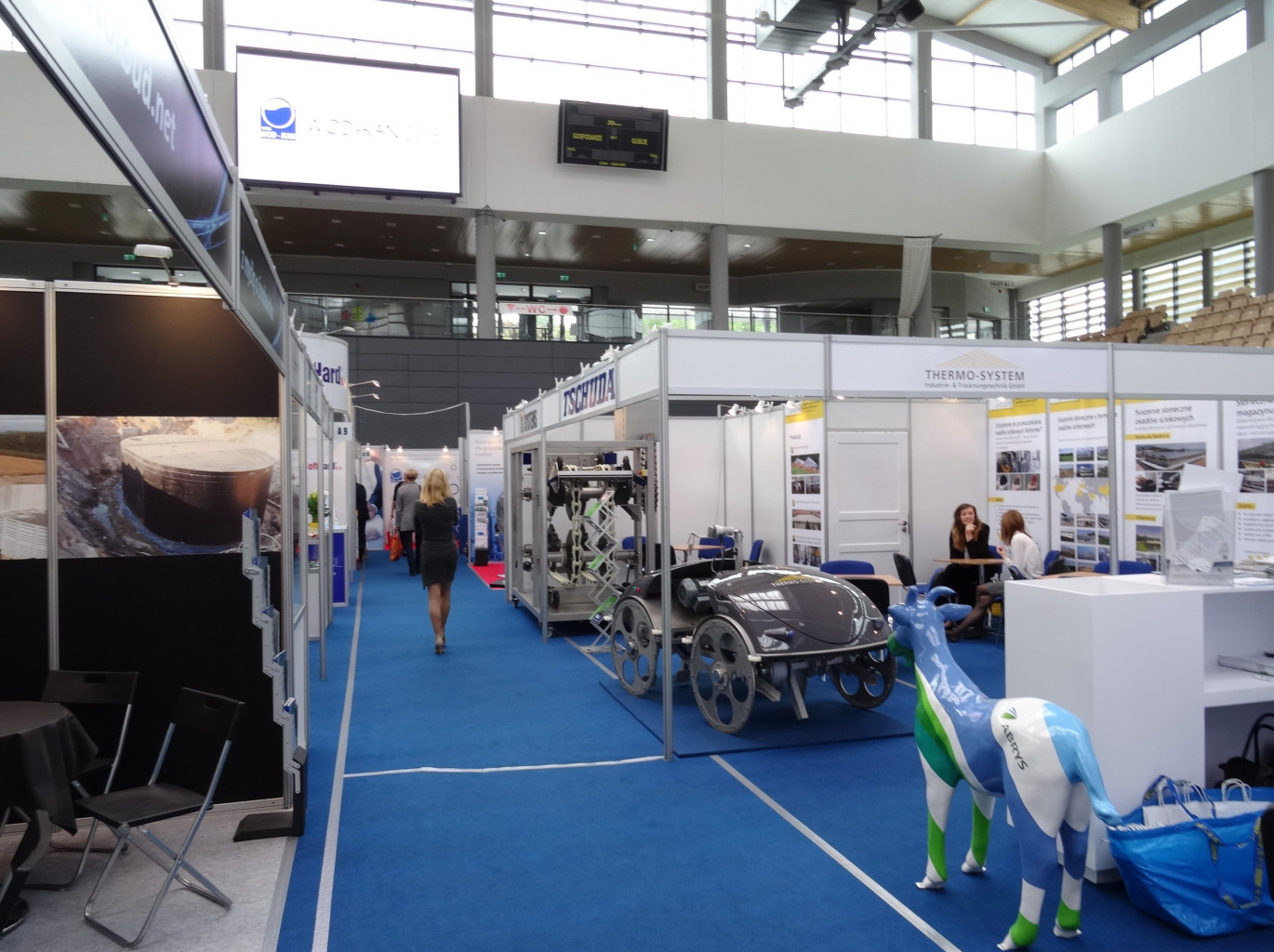
Targi Wod-Kan